# Reial Acadèmia de Belles Arts de Sant Ferran
La Reial Acadèmia de Belles Arts de Sant Ferran (Real Academia de Bellas Artes de San Fernando en castellà) va ser creada el 1752, amb seu a Madrid.
Els seus orígens es relacionen amb la Il·lustració. Els seus primers estatuts van ser aprovats l'any 1744 mitjançant Reial Cèdula de 13 de juny d'eixe any, però la seva constitució definitiva data de 1752, amb el Rei Ferran VI, que la va anomenar: Reial Acadèmia de les Tres Nobles Arts de San Fernando. Les seves activitats es basen en Pintura, Arquitectura i Escultura. El seu propòsit era convertir la matèria artística en matèria universitària. El 1873 va rebre la seva denominació actual i es va obrir una nova secció de Música.
Es van dur a terme dues reformes: amb la primera (1987) s'ampliava a 51 el nombre d'acadèmics numeraris i s'integraven televisió, fotografia, vídeo i cinema a la secció d'Escultura, que va passar a dir-se Secció d'Escultura i Arts de la Imatge; la segona reforma (1996) va elevar a 52 el nombre d'acadèmics numeraris.
Al llarg de tota la seva història la Reial Acadèmia de Belles Arts de San Fernando ha ocupat a Madrid tres seus distintes. Actualment es troba instal·lada al Palau Goyeneche (carrer d'Alcalá, 13). Amb l'arquitecte Fernando Chueca Goitia es va dur a terme l'any 1972 la remodelació de l'edifici.
Al marge de la seva activitat docent, la Reial Acadèmia és cèlebre per les seves col·leccions d'art, que s'exhibeixen (no sense limitacions) a la seva seu d'Alcalà. Entre les moltíssimes obres dignes d'esment, destaca un Bust de Crist de Giovanni Bellini, La Primavera, xocant puzle floral de Giuseppe Arcimboldo, el seu únic exemple a Espanya, així com Susanna i els vells de Rubens, diversos exemples de Ribera i una de les millors col·leccions de Goya, amb quadres famosos com El soterrament de la sardina i un Autoretrat (del qual hi ha un altre exemplar idèntic al Museu del Prado).
Forma part de l'Instituto de España.

## Acàdemics d'Honor
- Pablo Palazuelo (Medalla B)
- Jacobo Hachuel (Medalla D)
- Antoni Tàpies (Medalla F)
- José Ángel Sánchez Asiaín (Medalla G)
- Federico Mayor Zaragoza (Medalla I)
- Plácido Domingo Embil (Medalla J)
- José Milicua (Medalla K)
- Santiago Calatrava (Medalla L)
- Antonio Fernández Bordas (Acadèmic de número)